# Mixarcturus abnormis
Mixarcturus abnormis là một loài chân đều trong họ Antarcturidae. Loài này được Kussakin miêu tả khoa học năm 1967.